# ديبورا هاموند
ديبورا هاموند (بالإنجليزية: Debora Hammond)‏ هي مؤرخة أمريكية، ولدت في 1951.

## السيرة الذاتية
حصلت ديبورا هاموند على درجة البكالوريوس في التاريخ عام 1974 من جامعة ستانفورد. وبعد التدريس في المرحلة الثانوية في كولورادو ومحمية قبيلة الهوبي، عادت إلى كلية الدراسات العليا عام 1989 لدراسة تاريخ العلوم في جامعة كاليفورنيا (بيركلي). حصلت على درجة الماجستير في الأدب في عام 1991 وعلى الدكتوراه في عام 1997 مع البروفيسورة كارولين ميرتشنت.
ركّز بحث أطروحتها على تاريخ تفكير الأنظمة، وخاصةً حياة وأعمال مؤسسي جمعية أبحاث النظم العامة الخمسة: لودفيج فون بيرتالانفي وكينيث بولدينغ ورالف جيرارد وجيمس غرير ميلر وأناتول رابوبورت. كان الدافع وراء بحثها هو الاهتمام باستكشاف طرق التفكير في الأنظمة المعقدة التي قد تدعم أشكالًا أكثر تشاركية وشمولية للتنظيم الاجتماعي.
وابتداءً من عام 1996 بينما كانت تكمل أطروحتها، عملت بدوام جزئي في مدرسة هوتشينز للفنون المتحررة في جامعة ولاية سونوما، ثم عُيّنَت بدوام كامل في عام 1997. وبالإضافة إلى إعطاء دورات تدريبية في سلسلة التعليم العام المتكامل للصفوف الأدنى قامت بتقديم الندوات للصفوف الأعلى حول مواضيع مثل شبكة الغذاء العالمية والمسكن وعلم البيئة والاقتصاد وقضايا المياه والصحة والمعافاة ودارما الأنظمة المعقدة والتكنولوجيا والبيئة والمجتمع ورؤية النظم للعالم. [4] يدور مجال تعليمها حول القضايا الأساسية للاستدامة البيئية والعدالة الاجتماعية، إذ تستكشف كيفية إنشاء مجتمع صحي صالح للجميع. ترقّت إلى أستاذة متفرغة لدراسات تداخل التخصصات في عام 2008 وتقاعدت في مايو/أيار 2017.
في عام 2005، شاركت هاموند في المدرسة الصيفية للأنظمة المعقدة في معهد سانتا في. كما شغلت منصب رئيسة للجمعية الدولية لعلوم النظم (ISSS) بين عامي 2005-2006، واستضافت الاجتماع السنوي في جامعة ولاية سونوما. كان هدفها الأساسي هو تحسين جودة برنامج المؤتمرات من خلال دمج التطورات المعاصرة في مجال النظم المعقدة. وابتداءً من عام 2010، تولّت قيادة برنامج تطوير المنظمة MA في ولاية سونوما.
وجدت ديبورا هاموند الكثير من إلهامها في الحياة البرية، وهو ما انعكس في عملها على الفلسفة البيئية والأخلاقيات. وتعتقد أنّ العدالة الاجتماعية تعتمد على قدرتنا على إيجاد طرق أكثر انسجامًا للعيش مع العالم الطبيعي.
```
ينعكس هذا في عملها بين عامي 2005 و2007 كمنسقة لمعهد الأرض الشمالية في كاليفورنيا، والذي يعزز الحوار المجتمعي حول الموضوعات المتعلقة بالبيئة والحياة المستدامة.
[
6
]
```

## المنشورات
كتبت هاموند وحررت العديد من المقالات والأوراق البحثية وكتابًا واحدًا:
- 2003. علم التخليق: استكشاف الآثار الاجتماعية لنظرية الأنظمة، كولورادو: مطبعة جامعة كولورادو، يونيو 2003.

مقالات (مختارة)
- «من الملكية العامة إلى المشاركة في التمثيل: رؤية جديدة للواقع تتجاوز حدود الكون الميكانيكي»، طبعة منقحة: مجلة الوعي والتحول 21:4 (1999).
- «استكشاف علم الأنساب لنظم التفكير»، أبحاث النظم والعلوم السلوكية 19 (2002).
- «علم النفس الطبيعي»، تحرير: كريك الثالث وشيبارد وميرشانت وكارولين وماكنيل وجون روبرت. (2004). موسوعة التاريخ البيئي العالمي. روتليدج.
- «تأملات حول دور الحوار في التعليم وبناء المجتمع»، أبحاث النظم والعلوم السلوكية 21 (كتاب تذكاري لبيلا ه. باناثي، 2004).
- «الأسس الفلسفية والأخلاقية لنظم التفكير»، تريبل سي - الإدراك والتواصل والتعاون، المجلد 3 - العدد 2 (2005). موجود على الإنترنت.
- «حياة وعمل جيمس غرير ميلر» (مؤلف أول، مع جنيفر ويلبي)، أبحاث النظم والعلوم السلوكية 23 (2006).
- «التعليم من أجل المواطنة المُلزَمة»، تحرير: جون ب. فان غيتش، الحكمة والمعرفة والإدارة: سلسلة نقد وتحليل لسلسلة نظام رجل الدين: وصية رجل الدين سي. ويست وأعماله المتعلقة، المجلد 2 (نيويورك: سبرينغر، 2006).
- «نظرية النظم»، موسوعة الفلسفة والعلوم الاجتماعية. منشورات سيج، 2013.
- «تأملات في العودية وتطور التعليم»، كيبرنيتس 42:9، 2013.
- «نظرية النظم والممارسة في التغيير التنظيمي والتطوير»، تحرير د. أرنولد، تقاليد نظرية النظم: الشخصيات الرئيسية والتطورات المعاصرة، روتليدج، 2014.
- «الأسس الفلسفية لبحوث النظم»، تحرير إم. إديسون وآخرين، دليل لبحوث النظم: الفلسفة والعمليات والممارسة، سبرينغر. 2016.
- «كل علاقاتنا: تأملات في المرأة والطبيعة والعلوم»، تحرير إي. أليسون وو. بومان وكي. وورثي، بعد موت الطبيعة: كارولين ميرشانت ومستقبل العلاقات بين الإنسان والطبيعة، روتليدج، 2018.